# Titan (langue)
Pour les articles homonymes, voir Titan.
Le titan est une des langues des îles de l'Amirauté, parlée par 3 850 locuteurs dans la province de Manus, dans sept enclaves insulaires :
Manus (côte du sud-est), Tawi, Wal, M’buke, Johnson, Baluan, Tilianu, Bundro, Rambutyo. Cette langue porte aussi les noms de M’bunai, Manus, Moanus, Tito.
Elle comprend deux dialectes, des locuteurs « r » sur Manus et des locuteurs « l » sur les îles externes. La compréhension est totale entre les deux groupes.
En général, les locuteurs parlent aussi le tok pisin ou l'anglais. Margaret Mead a décrit le circuit commercial entre ces peuples.